# Stadio Artemio Franchi (Florencie)
Stadio Artemio Franchi je víceúčelový stadion v italské Florencii, v regionu Toskánsko. Známý je také pod starším názvem  Stadio Giovanni Berta nebo Stadio Comunale. 
Stadion navrhl Pier Luigi Nervi z iniciativy markýze Luigi Ridolfi Vay da Verrazzano a byl slavnostně otevřen 13. září 1931 přátelským zápasem proti Admira Wacker na ploše, kde dříve stálo letiště Florence-Campo di Marte. Stadion byl pojmenován po Giovannim Bertovi, fašistickém politikovi). Po válce byl přejmenován na Stadio Comunale a současný název je od roku 1991 na počest Artemia Franchiho, sportovního manažera a bývalého prezidenta FIGC a UEFA. Stadion je největším ve městě a z hlediska kapacity pátým italským stadionem.
Stadion hostil několik mezinárodních fotbalových zápasů, zejména dvou turnajů MS (1934 a 1990), OH 1960 i ME 1968. Od samého začátku jej využívá fotbalový klub Fiorentina. Kromě fotbalu byl areál využíván pro další sporty, jako je ragby, baseball, box, atletika a cyklistika, sloužící jako cílová čára pro některé etapy Giro d'Italia. Stadion byl také dějištěm masakru v roce 1944 a pastoračních návštěv papeže Jana Pavla II. v roce 1986 i Františka v roce 2015.

## Historie

### Do druhé světové války
Stadion navrhl již v roce 1929 Pier Luigi Nervi, na některých prvcích spolupracoval Gioacchino Luigi Mellucci. Dne 17. října 1930 byla oficiálně schválena stavba stadionu. Již bylo rozhodnuto, že název stadionu bude Stadio Giovanni Berta, na počest stejnojmenného fašistického bojovníka florentských akčních oddílů zabitého v roce 1921 některými komunistickými ozbrojenci během střetů v Pignone.
Návrh hlavního vchodu byl svěřen Alessandru Giuntolimu, hlavnímu architektovi stavebního úřadu magistrátu. Technická kancelář Palazzo Vecchio, kterou řídil Enrico Pelleschi, a Fiorenzo De Reggi byli zodpovědní za celkové uspořádání hřiště, vnitřní uspořádání a distribuci vnitřních místností; pod tribunami, rozmístěnými do dvou pater, měly být vybudovány dvě tělocvičny, jedna1op se o 400  m², na které byly také dráhy pro zimní tréninky pro závody, lékařská klinika, šatny, šest místností pro administrativní kanceláře, některé technické místnosti, sklad, dvě místnosti pro přístup na tribunu, toalety a také několik domovů pro sportovce a správce.

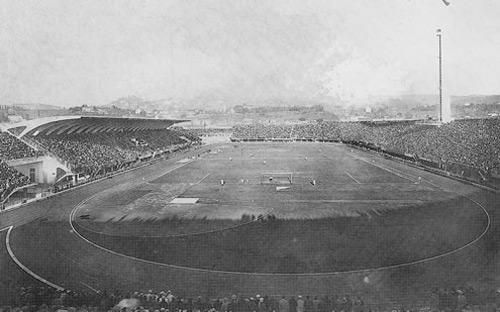
Stadion v 30. letech. Vpravo Maratonská věž

Kvůli potížím se získáním požadovaného financování byl stadion postaven ve dvou odlišných fázích, první mezi říjnem 1930 a listopadem 1931 a druhá mezi červencem a prosincem 1932, aby byl zajištěn funkční systém co nejdříve, i když všechny stavby ještě nebyli dokončeny. Starosta dopisem ze dne 2. ledna 1931 vyzval k výstavbě především nezbytných prvků na úkor ostatních staveb, přičemž celkové náklady zůstaly pod hranicí jednoho milionu lir. Poté byly vypracovány projekty na výstavbu šaten, některých místností pod krytou tribunou, vnější obvodová zeď a také posudek na dostavbu hřiště. Díky organizaci staveniště, kterou zajistil Nervi, probíhaly práce dobrou rychlostí. Mezi březnem a dubnem 1931 bylo odlito pilíře střechy tribuny, instalace krycích konzol a zpevnění atiky.
Samotné hřiště bylo v té době nejlepší v Itálii. Byla vložena dvojitá vrstva základů, přes dva metry vysoká a vyrobená z kamenů z řeky Arno, což umožnilo zemi vynikající odvod vody v případě deště. V této fázi prací byla postavena i 500 metrová atletická dráha, vyrobený litím vrstvy 30 cm stlačené uhelné strusky a pokryté pryskyřicí, která byla schválena podle pravidel Italské atletické federace, byla postavena i dlouhá rovinka (219,60 m), což dává zařízení charakteristický tvar D. Plošiny pro trojskok a skok daleký byly uspořádány před krytou tribunou, přičemž v prostoru mezi zatáčkami a fotbalovým hřištěm byla umístěna stanoviště pro skok o tyči , skok do výšky a pro různé hody.
Dne 19. září 1931 byl potvrzen konec prací na různých místech. Poté se začali stavět pokladny mimo areál a podchod pro přístup hráčů na hřiště a 21. listopadu 1931. To již se odehrál první zápas na nedostavěném stadionu. Jednalo se o přátelské utkání s Admirou Vídeň (1:0). Jedinou branku vstřelil Pedro Petrone a utkání sledovalo 12 000 diváků. Ve skutečnosti se první zápas, který se konal na novém stadionu, odehrál mezi fialkami a Montevarchi již 10. září a vyhrál domácí tým (6:0).
Po sezoně 1931/32, obecní technický úřad zaslal žádost o zahájení druhé části týkající se výstavby tribun a věže Maratona. Italská fotbalová reprezentace zde odehrála první zápas 7. května 1933 proti Československu (2:0). Kompletně stadion byl dokončen až v roce 1934. Celkové náklady s maximální kapacitou 45 000 diváků, s 6 000 sedadly na kryté tribuně, byly více než 6 500 000 lir. Stadion byl tak nachystán pro Mistrovství světa, kde se odehrály tři zápasy. 
Během druhé světové války byl 22. března 1944 stadion dějištěm masakru Mučedníků na Champ de Mars (pěti 21letých mužů), kteří nechtěli válčit a dezertovali. Mimořádný zvláštní tribunál rozhodl odsoudit je zastřeleni vojáky RSI poblíž věže Maratona.

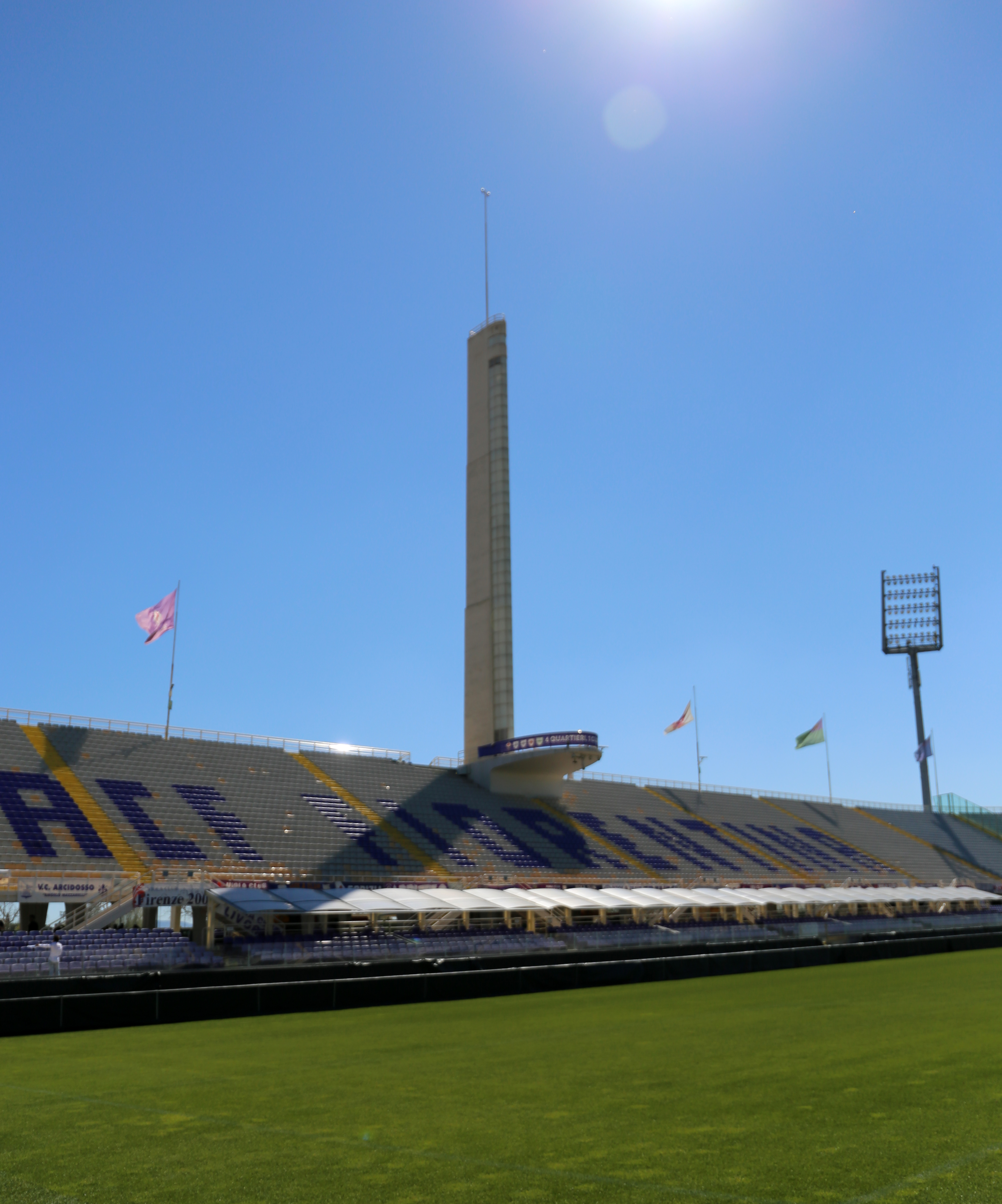
Maratonská věž

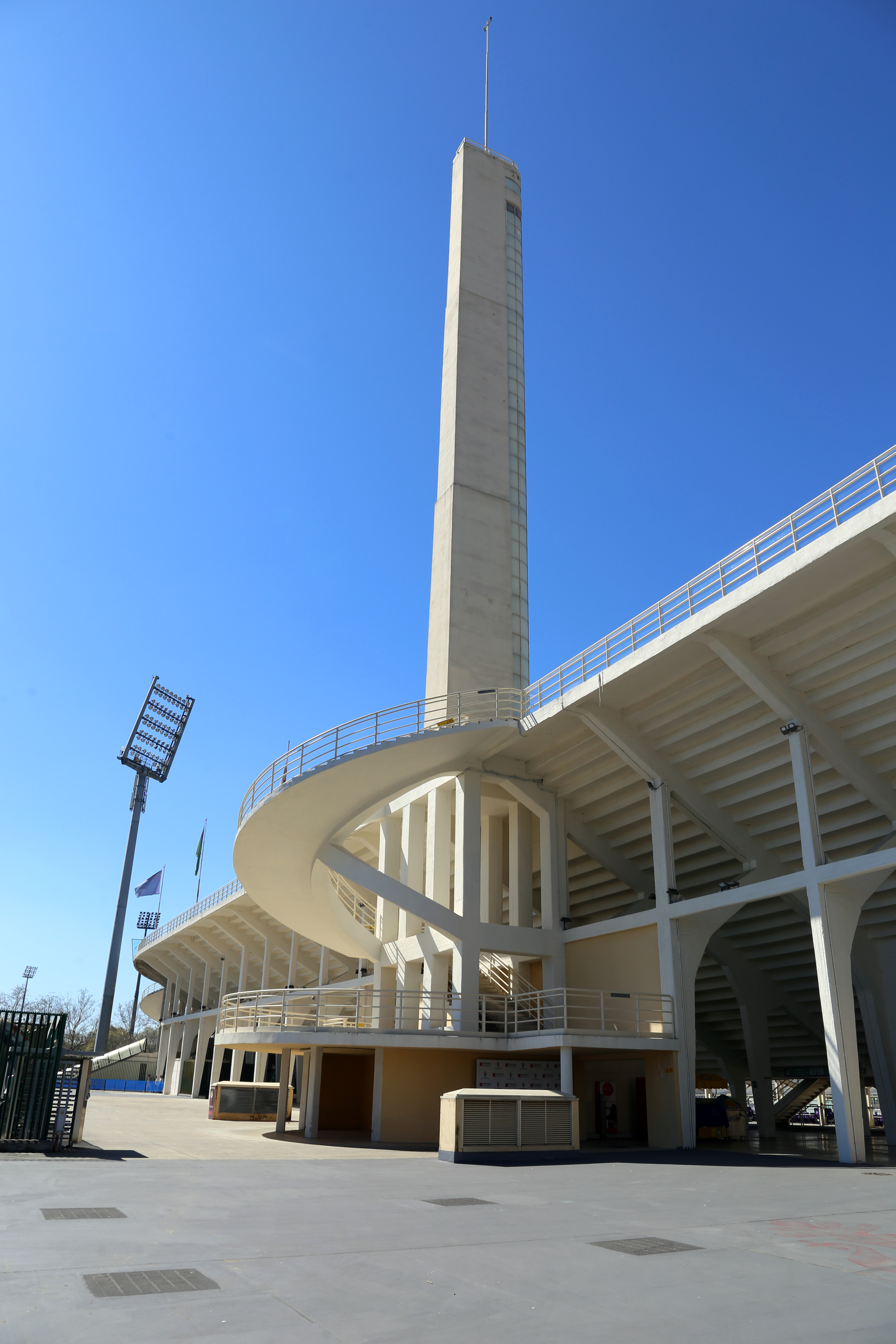
Šroubovité schodiště na Maratonskou věž

### Po druhé světové válce
S pádem fašismu, byl název stadionu změněn na Stadio Comunale. Plánovalo se o rozšíření pro 80 000 diváků, a to díky zdvojnásobení tribun, ale nápad se z ekonomických důvodů neuskutečnil. Dne 18. května 1952 byl zaznamenán rekordní počet diváků, kteří se přišli podívat na přátelský zápas mezi italským a anglickým národním fotbalovým týmem, který skončil 1:1. Prodalo se 84 000 vstupenek + organizátoři. Dohromady jich bylo asi 95 000 lidí a zisk kolem 65 milionů lir. Oficiální kapacita stadionu, díky přidání četných kovových tribun, byla téměř 70 000 diváků. Kvůli nedostatku číslovaných míst chodilo v dobách slávy klubu (titul v sezoně 1955/56) mnoho lidí a tak byl stadion přeplněný. Vedlo to ke zhroucení balustrády na tribuně Maratona pod tíhou diváků během utkání proti Juventusu 15. prosince 1957. Stovky lidí bylo zraněno, někteří s vážnými zlomeninami, ale bez obětí. V roce 1960 Itálie hostila prvně Olympijské hry, které se konaly v Římě. I tento stadion zažil atmosféru olympiády, protože hostil tři fotbalové zápasy. Také se zde hrálo ME 1968.
Když v roce 1984 byl Itálii svěřen turnaj MS 1990, byl tento stadion zastaralí a musel se renovovat. Nebylo možné ale  zvýšit stávající tribuny, protože v roce 1983 byl objekt klasifikován jako národní památka a proto pro zlepšení struktury bylo rozhodnuto snížit hřiště a odstranit atletickou dráhu. Vznikly nové tribuny, které rozšířily kapacitu stadionu až na 49 000 míst. Nové hřiště vybudované o 2,2 m pod původní úrovní bylo vybaveno sofistikovaným technickým zařízením. Dále byla provedena obnova železobetonových konstrukcí s vyřazením přístaveb. Byly také provedeny různé funkční a technologické doplňky, které byly považovány za nutné, i když z estetického hlediska nepříliš ocenitelné, jako například vytvoření některých venkovních a vnitřních schodišť k doplnění stávajících a různých místností přiléhajících k monumentálnímu vstupu. K využití kanceláře a technické místnosti, byly přepracovány i kovové přístřešky na bocích, které snížily jejich vizuální dopad odstraněním nosných pilířů. Okolní zeď mimo stadion, která bránila výhledu na stavby, byla odstraněna a nahrazena kovovým plotem. Byla provedena také celková reorganizace oblasti Campo di Marte, a to díky masivní reorganizaci komunikací, výstavbě nových parkovišť a zároveň zvětšování zelených ploch v okolí. Celkové náklady na zásahy, dokončené v roce 1990, byly přibližně 76 000 000 000 lir.
Dne 26. listopadu 1991 byl stadion přejmenován po Artemiu Franchim, prestižním sportovním manažerovi narozeném ve Florencii v roce 1922. Byl sekretářem klubu v sezóně 1951/52, zastával důležité manažerské funkce, které ho vedly k tomu, aby se stal prezidentem FIGC v letech 1966 až 1976, viceprezidentem FIFA od roku 1974 a prezidentem UEFA od roku 1973 do roku jeho smrti dne 12. srpna 1983.

### Třetí tisíciletí
Po schválení dekretu o boji proti násilí ze dne 7. února 2007 byl stadion posouzen jako nevhodný podle nových bezpečnostních předpisů. Bylo tak instalováno 29 dvojitých turniketů ovládaných 58 čtečkami vstupenek a permanentek a četnými kamerami, dále byl dokončen mobilní plot pro všechny sektory. V roce 2012 byly zahájeny renovační práce, které vedly k přeměně jednotlivých sektorů, zejména zastřešeného, odbouráním bariér, které oddělovaly schůdky od hřiště, vytvořením restaurace uvnitř objektu a vytvořením skyboxů.
V roce 2010 klub i město podepsali dohodu o užívání stadionu, která předpokládala modernizaci stadionu a to i s ohledem na výstavbu nového fotbalového areálu ve městě v očekávání možné přestavby na ragbyový stadion. Dne 20. listopadu 2010 se zde odehrál první zápas tohoto sportu v historii zařízení mezi Itálií a Austrálií, který skončil 14:32. V tomto roce zde sloužil eucharistickou slavnost papež František s 240 italskými biskupy, před 50 000 věřícími.
Ačkoli je stadion architektonický krásný a je stále uznáván, je pro moderní fotbal zastaralí, zejména ve srovnání s nejmodernějšími evropskými stadiony. Zvláštní tvar "D" nedělá problémy tribunám, ale výrazně snižuje viditelnost v zatáčkách a neumožňují tak optimální výhled na zápasy. Také šroubovité schody vadí. Z těchto důvodů se od 80. let diskutuje o výstavbě nového stadionu pro fialky.
Vzhledem k tomu, že demolice stadionu není povolena kvůli architektonickým omezením uloženým dohledem ministerstva kultury, bylo v roce 2021 přiděleno 95 milionů Euro do fondu obnovy na důkladnou renovaci stadionu. V roce 2021 bylo zahájeno mezinárodní výběrové řízení na návrh rekonstrukce stadionu, které v roce 2022 vyhrál Arup. Rekonstrukce zahrnoval zejména modernizaci sektoru u Maratonské věže, celkové pokrytí stadionu a vybudování dvou nových zatáček před stávajícími, čímž dojde k částečnému vybudování stadionu uvnitř již existujícího stadionu. Práce měly být z velké části financovány z prostředků Národního plánu obnovy a odolnosti, avšak v dubnu 2023 Evropská komise zamítla možnost použít tyto prostředky na renovaci.

## Zápasy

### Mistrovství světa
Stadion hostil dva ročníky Mistrovství světa ve fotbale konaných v Itálii a to v letech 1934 a 1990.

#### Mistrovství světa ve fotbale 1934
- Německo –  Belgie 5:2 (1. kolo) 27. května
- Itálie –  Španělsko 1:1 (čtvrtfinále) 31. května
- Itálie –  Španělsko 1:0 (čtvrtfinále-opakovaný zápas) 1. června

#### Mistrovství světa ve fotbale 1990
- USA –  Československo 1:5 (skupina A) 10. června
- Rakousko –  Československo 0:1 (skupina A) 15. června
- Rakousko –  USA 2:1 (skupina A) 19. června
- Argentina –  Jugoslávie 0:0 (3:2 pen.) (čtvrtfinále) 30. června

### Mistrovství Evropy

#### Mistrovství Evropy ve fotbale 1968
- Jugoslávie –  Anglie 1:0 (semifinále) 5. června

### Olympijské hry

#### Letní olympijské hry 1960
- Francie –  Peru 2:1 (skupina D) 26. srpna
- Jugoslávie –  Turecko 4:0 (skupina A) 29. srpna
- Itálie –  Brazílie 3:1 (skupina B) 1. září